# Jules Basdevant

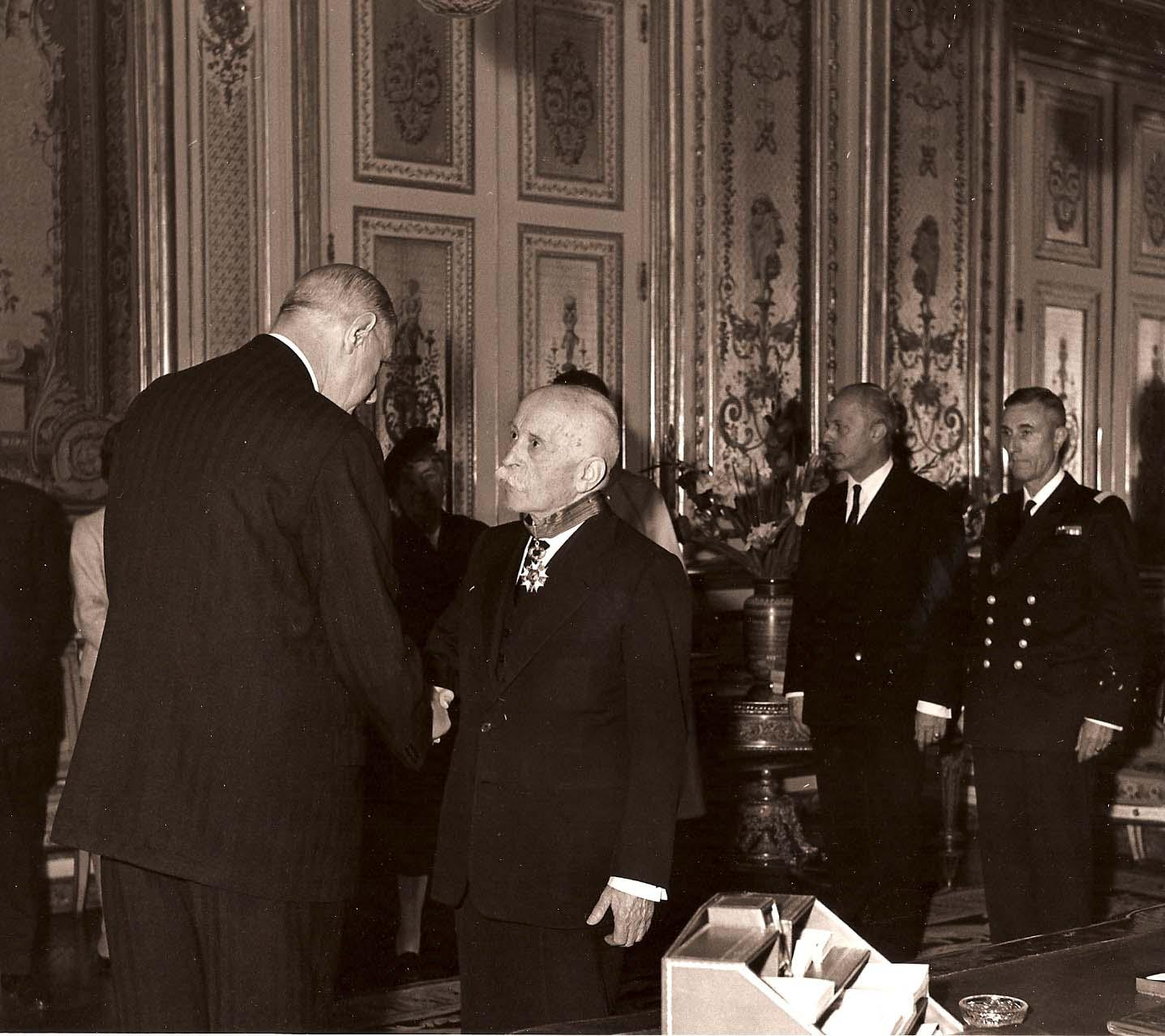
La insignia de Commandeur de la Ordre national de la Légion d'honneur otorgada a Basdevant (centro) por Charles de Gaulle (izquierda), 1964

Jules Basdevant (15 de abril de 1877 – 17 de marzo de 1968 en Anost) fue un profesor de derecho y juez internacional francés.
Nació en Anost, Saône-et-Loire, un pueblo en el Parc naturel régional du Morvan a mitad de camino entre París y Lyon en el este de Francia.
Después de obtener su Ph.D. en derecho, comenzó a enseñar en la facultad de derecho de París, en febrero de 1903. Más tarde fue trasladado a la facultad de derecho de Rennes, donde dio clases desde 1903 hasta 1907. Luego se fue a Grenoble, donde fue profesor hasta 1918, cuando regresó a París. Basdevant fue ascendido varias veces; en 1922 como profesor de derecho internacional y tratados históricos, en 1924 como profesor de derecho popular y también se convirtió en experto técnico de la delegación francesa en la conferencia preliminar de la Paz de 1919.
Trabajó para el Departamento de Relaciones Exteriores de 1930 a 1941 como consultor legal. Fue elegido miembro de la Academia de Ciencias Políticas y Morales en 1944.
En 1946 ocupó un asiento inaugural en la Corte Internacional de Justicia, cargo que ocupó hasta 1964. Se desempeñó como primer vicepresidente de la Corte, de 1946 a 1949 y como presidente de 1949 a 1952.
Jules Basdevant es el padre de Suzanne Bastid.